# گرات‌واین
گرات‌واین (به آلمانی: Gratwein) یک منطقهٔ مسکونی در اتریش است که در گراتس اومگبونگ واقع شده‌است. گرات‌واین ۴٫۵۵ کیلومتر مربع مساحت دارد ۳۹۲ متر بالاتر از سطح دریا واقع شده‌است.